# TV Herkenrath
Der TV Herkenrath (offiziell: Turnverein Herkenrath 09 e. V.) ist ein Sportverein aus dem Bergisch Gladbacher Stadtteil Herkenrath. Die erste Basketballmannschaft der Männer spielte 1990 für eine Saison in der 2. Bundesliga. Die erste Fußballmannschaft spielte in der Saison 2018/19 in der Regionalliga West.

## Geschichte
Der Verein wurde am 17. Januar 1909 gegründet und hat etwa 2.000 Mitglieder. Das Angebot des TV Herkenrath umfasst Badminton, Basketball, Fußball, Handball, Karate, Leichtathletik, Turnen und Volleyball. Darüber hinaus gibt es die Kurse Alterssportgruppe, Konditionsgymnastik für Frauen, Jedermänner, Frauenfitness, Ballspielgruppe, Kindertanz, Kinderturnen und Eltern-Kind-Turnen.

## Basketball
Die Basketballer schafften im Jahre 1990 den Aufstieg in die 2. Bundesliga Nord. Dort war die Mannschaft jedoch chancenlos und musste mit 4:60 Punkten als abgeschlagener Tabellenletzter gleich wieder absteigen. Mitte der 2010er Jahre bildete die Basketballabteilung des TV Herkenrath zusammen mit den Nachbarvereinen TV Bensberg und TV Hoffnungstal die Spielgemeinschaft SG Bergische Löwen. Die erste Frauenmannschaft stieg 2015 in die 2. Bundesliga Nord auf. Die erste Herrenmannschaft tritt seit der Spielzeit 2024/25 in der 1. Regionalliga an. Vorher spielte sie zwei Saisons in der 2. Regionalliga.

## Fußball

Logo der Fußballabteilung

### Geschichte
| Saisonbilanzen | Saisonbilanzen               | Saisonbilanzen | Saisonbilanzen | Saisonbilanzen |
| Saison         | Liga                         | Platz          | Tore           | Punkte         |
| -------------- | ---------------------------- | -------------- | -------------- | -------------- |
| 2003/04        | Kreisliga B, Staffel 5, Berg | 8.             | 046:52         | 34             |
| 2004/05        | Kreisliga B, Staffel 2, Berg | 6.             | 070:59         | 56             |
| 2005/06        | Kreisliga B, Staffel 2, Berg | 2.             | 072:43         | 63             |
| 2006/07        | Kreisliga B, Staffel 2, Berg | 5.             | 051:54         | 42             |
| 2007/08        | Kreisliga B, Staffel 2, Berg | 13.            | 037:61         | 27             |
| 2008/09        | Kreisliga B, Staffel 2, Berg | 16.            | 037:77         | 20             |
| 2009/10        | Kreisliga C, Staffel 5, Berg | 04.            | 097:25         | 66             |
| 2010/11        | Kreisliga C, Staffel 4, Berg | 01.            | 121:15         | 69             |
| 2011/12        | Kreisliga B, Staffel 2, Berg | 01.            | 107:18         | 80             |
| 2012/13        | Kreisliga A, Berg            | 2.             | 090:21         | 70             |
| 2013/14        | Bezirksliga, Staffel 1 (VII) | 1.             | 58:21          | 68             |
| 2014/15        | Landesliga, Staffel 1 (VI)   | 2.             | 57:29          | 58             |
| 2015/16        | Mittelrheinliga (V)          | 5.             | 41:34          | 49             |
| 2016/17        | Mittelrheinliga (V)          | 2.             | 62:43          | 55             |
| 2017/18        | Mittelrheinliga (V)          | 1.             | 82:43          | 65             |
| 2018/19        | Regionalliga West (IV)       | 18.            | 34:91          | 15             |

Die Fußballer des TV Herkenrath spielten jahrzehntelang lediglich in der Kreisliga. Den sportlichen Tiefpunkt erreichte der Verein 2009 mit dem Abstieg in die Kreisliga C, der untersten Spielklasse im Fußballkreis Berg. Zwei Jahre später wurde mit dem Wiederaufstieg in die Kreisliga B der sportliche Aufschwung eingeleitet. Es war der erste von vier Aufstiegen in Folge, die den TV Herkenrath zur Saison 2014/15 in die Landesliga brachten. In der folgenden Spielzeit 2015/16 gelang der Mannschaft der Sprung in die fünftklassige Mittelrheinliga. Dort wurde in der Saison 2016/17 unter Trainer Alexander Voigt ein sechster Aufstieg in Folge knapp verpasst, als die Herkenrather am letzten Spieltag durch eine 0:1-Niederlage gegen den FC Inde Hahn Vizemeister hinter dem FC Wegberg-Beeck wurden.
In einem Freundschaftsspiel am 30. August 2017 verlor der TV Herkenrath gegen den 1. FC Köln nach einer 2:1-Halbzeitführung vor mehr als 2.000 Zuschauern in der BELKAW-Arena mit 2:7. Zum 1. Januar 2018 wurde Chris Burhenne neuer Trainer der Fußballmannschaft, die in der Saison 2017/18 am 22. Spieltag die Tabellenführung übernahm. Nach einem 3:2 gegen den SV Bergisch Gladbach 09 am vorletzten Spieltag stand der Aufstieg in die Regionalliga West aufgrund des besseren Torverhältnisses fest. Hinter dem Aufschwung steckte mit Manfred Faber der Inhaber einer Steuerberatungsgesellschaft, der für viele Jahre auch Vereinsvorsitzender war. Nach internen Querelen zog sich Faber zurück und erst nach Gewinnung von neuen Sponsoren konnte das finanzielle Aus vermieden werden.
Nach gutem Start in die Regionalliga mit acht Punkten nach dem achten Spieltag war abzusehen, dass die Mannschaft sportlich nicht mithalten konnte. Seit dem 9. Spieltag stand die Mannschaft auf dem letzten Tabellenplatz. Als erste Konsequenz trennte sich der Verein nach dem 16. Spieltag von Trainer Chris Burhenne, nachdem er in den folgenden acht Spielen ab dem neunten Spieltag lediglich einen Punkt erreichte. Die Mannschaft stand zu diesem Zeitpunkt mit einem Torverhältnis von 23:47 auf dem letzten Tabellenplatz. Nachfolger wurde am 4. November 2018 der Thomas Zdebel. Das erste Spiel unter seiner Leitung war die Erstrundenpartie im Mittelrheinpokal 2018/19 am 6. November 2018, die gegen den Bonner SC mit 4:2 gewonnen wurde. Die Achtelfinalbegegnung fand am 28. November 2018 gegen SC Fortuna Köln statt. Die Fortuna setzte sich nach Elfmeterschießen mit 5:3 (0:0 n. V.) durch.
Bedingt durch die sportliche Lage und finanzielle Probleme aufgrund des Rückzugs und daraus resultierende finanzielle Abhängigkeit des Hauptsponsors, löste sich in der Winterpause 2018/19 nahezu die komplette Mannschaft auf. Leistungsträger wie Lars Lokotsch (SV Rödinghausen) und Vincent Geimer (1. FC Köln II) wie auch Trainer Zdebel verließen den Verein. Die Mannschaft spielte die Rückrunde der Regionalliga offiziell zu Ende. Am 13. Januar 2019 übernahm der von Blau-Weiß Friesdorf kommende Giuseppe Brunetto das Traineramt. Die Mannschaft schloss die Saison 2018/19 in der Regionalliga mit lediglich drei Siegen, sechs Unentschieden und 25 Niederlagen abgeschlagen als Tabellenletzter ab. Zum Tabellenvorletzten fehlten 23 Punkte. Bei einer am 16. Mai 2019 abgehaltenen Mitgliederversammlung wurde einstimmig für eine Auflösung der Fußballmannschaft gestimmt, um einen Neuanfang in der Kreisliga B zu ermöglichen. Der Trainer Giuseppe Brunetto verließ den Verein zum 1. FC Düren. Als neuer Trainer wurde Reiner Jonas vorgestellt, mit dem die Mannschaft in der Kreisliga Berg B2 startete.
| Trainer           | Trainer           |
| Name              | Zeitraum          |
| ----------------- | ----------------- |
| Michael Hornig    | 2013–2016         |
| Alexander Voigt   | 2016–2017         |
| Chris Burhenne    | 01/2018–11/2018   |
| Thomas Zdebel     | 11/2018–01/2019   |
| Giuseppe Brunetto | 01/2019–06/2019   |
| Reiner Jonas      | 07/2019 – 06/2022 |

### Stadien
Die Heimspiele in der Meisterschaft und im Mittelrheinpokal trägt der TV Herkenrath auf dem Sportplatz Braunsberg in Bergisch Gladbach-Herkenrath aus, wo auf Kunstrasen gespielt wird. Da dieser Platz aufgrund der Infrastruktur nicht für die Regionalliga West geeignet war, wurden die Heimspiele in der Saison 2018/19 in der BELKAW-Arena an der Paffrather Straße in Bergisch Gladbach ausgetragen.

### Erfolge
- Meister der Mittelrheinliga: 2018
- Vizemeister der Mittelrheinliga: 2017

## Weitere Abteilungen

### Leichtathletik
Der Rollstuhlleichtathlet Marc Schuh wurde zehnmal Juniorenweltmeister in verschiedenen Sprintstrecken. Sonja Mosler wurde 2013 Deutsche Hallenmeisterin über 800 Meter.

### Turnen
Anja Brinker gewann bei der Europameisterschaft 2009 Bronze am Stufenbarren.